# Les Sceptiques du Québec
 (mars 2023).
Les Sceptiques du Québec est une association à but non lucratif québécoise fondée en 1987. Son principal objectif est de promouvoir la pensée critique et la rigueur scientifique dans le cadre de l'étude d'allégations de nature pseudoscientifique, religieuse, ésotérique ou paranormale. Elle se rattache ainsi au scepticisme scientifique.
La corporation compte près de 400 membres et abonnés à travers le Québec, dont une quarantaine de membres actifs, qui sont tous des bénévoles.

## Interprétation du scepticisme
Les Sceptiques du Québec ne nient pas l'existence de phénomènes insolites ou inexpliqués en regard des connaissances actuelles. Le scepticisme des Sceptiques du Québec n'est pas une prise de position, mais plutôt une attitude de questionnement qui vise à faire progresser la connaissance en amenant à distinguer entre croyance subjective, opinion plausible et connaissance établie. Mais comme une connaissance ne peut être établie que si l'on dispose de faits observables dans des conditions contrôlées, les Sceptiques du Québec ne s'en prennent pas aux conceptions métaphysiques ou religieuses en tant que telles, ils s'intéressent plutôt aux faits observables qui pourraient, par exemple, découler de ces conceptions.
Ils encouragent, dans ces domaines, les recherches rigoureuses qui suivent une méthodologie adéquate, à commencer par la démonstration de l'existence des phénomènes étudiés. Les explications avancées pour rendre compte de ces phénomènes doivent être démontrées de façon convaincante. Et il revient bien évidemment à ceux qui les formulent d'en prouver la valeur. D'autre part, il est clair que toutes les hypothèses voulant expliquer un phénomène ne sont pas équivalentes. Même si elles sont cohérentes, celles qui contredisent des théories et des hypothèses qui s'appuient sur des acquis scientifiques doivent être démontrées de façon suffisamment solide pour pouvoir cohabiter avec ces acquis, à défaut d'y être intégrées.
De fait, le scepticisme des Sceptiques du Québec s'apparente au doute méthodique qui est un ingrédient essentiel au succès de la méthodologie utilisée en recherche scientifique.

## Activités
Les Sceptiques du Québec publient un magazine, Le Québec sceptique, organisent chaque mois des soirées-conférences sur différents sujets ayant trait au scepticisme et à l'esprit critique, en plus d'offrir différentes activités afin de faire la promotion de l'esprit critique.

### Magazine Le Québec Sceptique
Le Québec Sceptique est le magazine officiel des Sceptiques du Québec. Il est publié trois fois par année. Il traite des phénomènes paranormaux et pseudoscientifiques avec une approche critique. Il est vendu en librairie et on peut aussi s'y abonner.

### Les soirées-conférences sceptiques
Dix fois par année, le 13 de chaque mois, une soixantaine de Sceptiques se réunissent à Montréal pour discuter, débattre, et apprendre sur les prétentions du paranormal et des pseudosciences. Chaque mois, un conférencier expose son sujet, toujours suivi d'une période de questions. La soirée est ouverte au public. Depuis 2020, du fait des restrictions sanitaires liées à la pandémie de Covid-19, des visioconférences ont remplacé les habituelles réunions publiques. 

### Le concours de prédictions
Depuis 1995 à 2017, les Sceptiques du Québec se sont mesurés aux astrologues et aux voyants en faisant des prédictions. Pour cela, ils ne faisaient appel ni aux étoiles, ni à une boule de cristal, ni au tarot, ni à de prétendus dons de voyance. Ils se fiaient simplement à leur bon jugement ou encore au hasard. Cette démarche prenait la forme d'un concours de prédictions annuel.

### Le Défi Sceptique
Pendant une trentaine d'années, le défi sceptique a été une main tendue aux adeptes du paranormal, afin qu'ils prouvent que les Sceptiques avaient tort de douter. En récompense, Les Sceptiques du Québec offraient 10 000 $ canadiens à quiconque eut prouvé hors de tout doute des dons paranormaux. Le prix n'est plus actif aujourd'hui.

### Les prix Sceptique et Fosse Sceptique
Chaque année, les Sceptiques du Québec décernent un prix Sceptique à une personne ou un organisme s'étant démarqué par sa rigueur et son esprit critique, et un prix Fosse Sceptique à un organisme ayant démontré une crédulité notoire. Par exemple le prix Sceptique a été décerné à Normand Baillargeon en 2005 pour son livre Petit cours d'autodéfense intellectuelle. La même année, le prix Fosse Sceptique était remis au Cégep de Lanaudière pour avoir offert un cours s'apparentant à de la phrénologie.

### Site internet et forums
Les Sceptiques du Québec ont depuis plusieurs années un site internet résumant leurs différentes activités.